# Albert Mummery

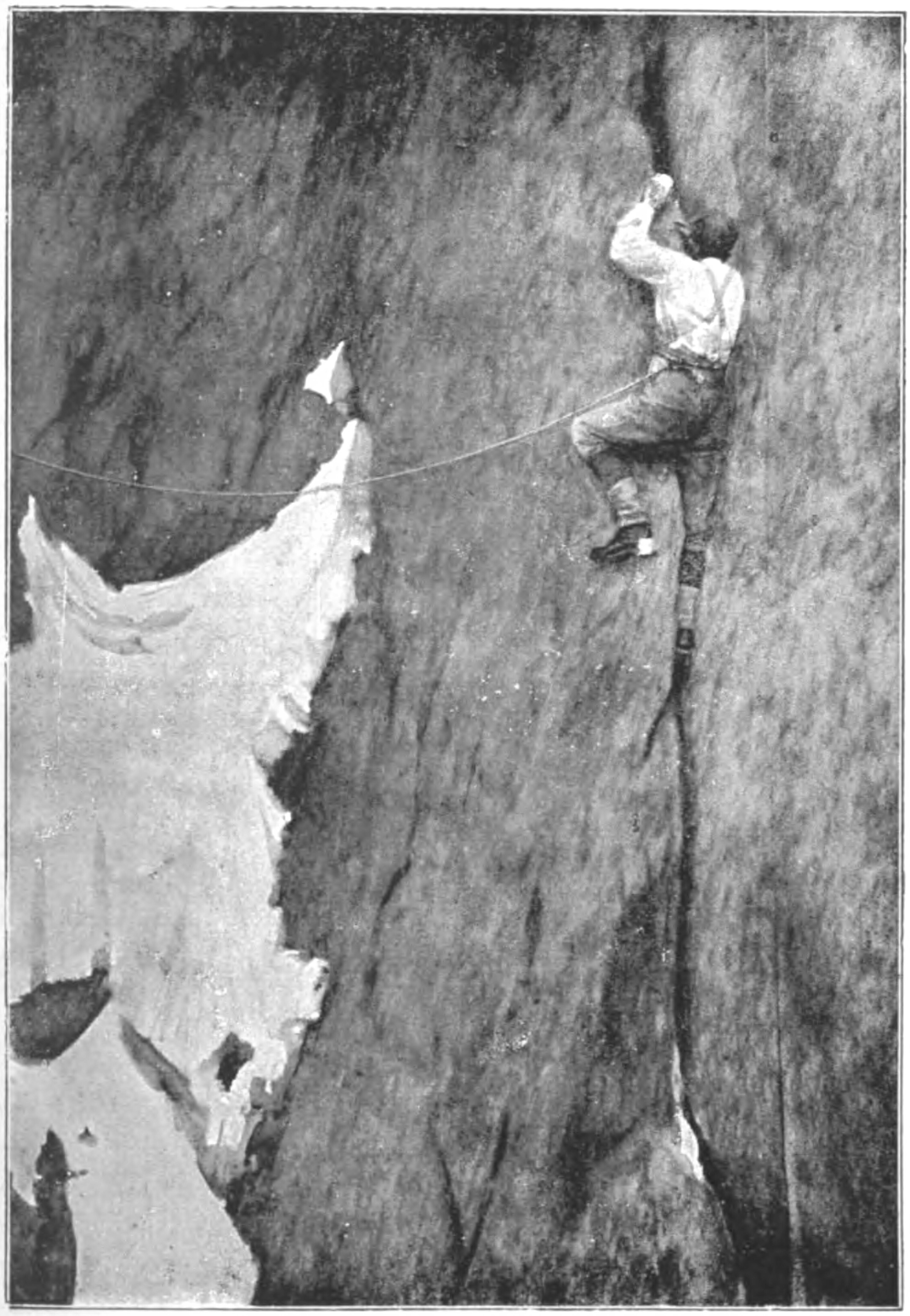
Mummery escalando la grieta que lleva su nombre en la Aiguille des Grands Charmoz, fotografiado por Miss Bristow

Albert Frederick Mummery (10 de septiembre de 1855, Dover – 24 de agosto de 1895, Nanga Parbat) fue un montañero y economista británico. Realizó una serie de destacadas primeras ascensiones a diversas montañas de los Alpes. Participó en la primera expedición que intentó alcanzar la cumbre de un pico de más de ochomil metros, el Nanga Parbat, situado actualmente en Pakistán. Falleció víctima de una avalancha mientras reconocía la montaña para buscar una vía de acceso a la cumbre.

## Orígenes y vida académica
Su padre fue un próspero curtidor de Dover y llegó a ser su alcalde. La buena marcha del negocio paterno permitió al joven Albert estudiar Economía en la universidad y dedicarse a su principal afición, la escalada.
Trabó amistad con John Atkinson Hobson, quien le describe como un hombre de negocios dotado de "un entusiasmo natural por encontrar su propio camino, y una indiferencia sublime por la autoridad intelectual". En una discusión con Mummery acerca de las causas de la crisis económica que en esos momentos sufría el Reino Unido, este desmontó todos los argumentos tradicionales que Hobson le presentó y le convenció de que el exceso de ahorro era la causa de dicha crisis. Juntos escribieron The Physiology of Industry ("La Fisiología de la Industria") en 1889. Los autores rebatían la idea de que el ahorro fuese tan gran virtud como entonces se consideraba, afirmando que el exceso de ahorro era indeseable, porque conllevaba invariablemente una insuficiencia de la demanda. También proponían que la economía requería de la intervención para conseguir la estabilidad. Ideas tan poco convencionales le costaron a Hobson ver revocada su invitación a enseñar Economía política en la Universidad.

## Escalador
Mummery comenzó escalando en compañía de guías de montaña. Después formó parte de un movimiento que revolucionó el alpinismo al comenzar a escalar con sus compañeros William Cecil Slingsby y John Norman Collie sin la ayuda de guías. Inventó la "tienda Mummery", un tipo de tienda de campaña que se popularizó entre los escaladores de la época. También se cuenta entre los pioneros en proponer un alpinismo con el mínimo auxilio de medios artificiales, que él definía como "by fair means" (por medios justos).

### De los Alpes al Cáucaso
Su primera escalada destacable es su ascensión al Cervino, en 1871, a la edad de quince años, y sólo seis después de la primera ascensión en la historia a dicha montaña.
Valoraba la belleza de la vía emprendida y su dificultad, y este sentimiento le indujo a volver al Cervino y escalarlo por variantes más difíciles que la vía principal, que él consideraba como demasiado fácil. Así, abre una nueva vía por la arista Zmutt, que ascendió el 3 de septiembre de 1879 con los guías Alexander Burgener, J. Petrus y A. Gentinetta. En el mismo Cervino abre otra vía por el canal norte de la Cola del León (1880). Posteriormente volvería con la misma filosofía sobre otras montañas que escala en repetidas ocasiones por vías diferentes.
Ese mismo año 1880, Mummery y Burgener tuvieron que desistir en su intento de realizar el primer ascenso al codiciado Diente del Gigante. Les detuvo una placa granítica demasiado lisa para poder ser escalada en libre. Esto hizo que Mummery exclamara proféticamente: "Absolutamente inaccesible por medios justos (fair means)" y depositó en el lugar una botella conteniendo dicha frase.
Posteriormente ascendería a la Aiguille Verte del glaciar de la Charpoua (1881), a la Aiguille du Grépon (primera ascensión, el 5 de agosto de 1881, junto a Burgener y Benedikt Venetz), y a la Aiguille des Grands Charmoz (primera ascensión, 1882), todas en el macizo del Mont Blanc. Una de las más características fisuras de la Aiguille des Grands Charmoz, de grado-4 de dificultad, lleva su nombre desde entonces.
Realiza dos expediciones al Cáucaso, en 1888 y 1890, alcanzando los 5198 m s. n. m. en la cima del Dij-Tau.

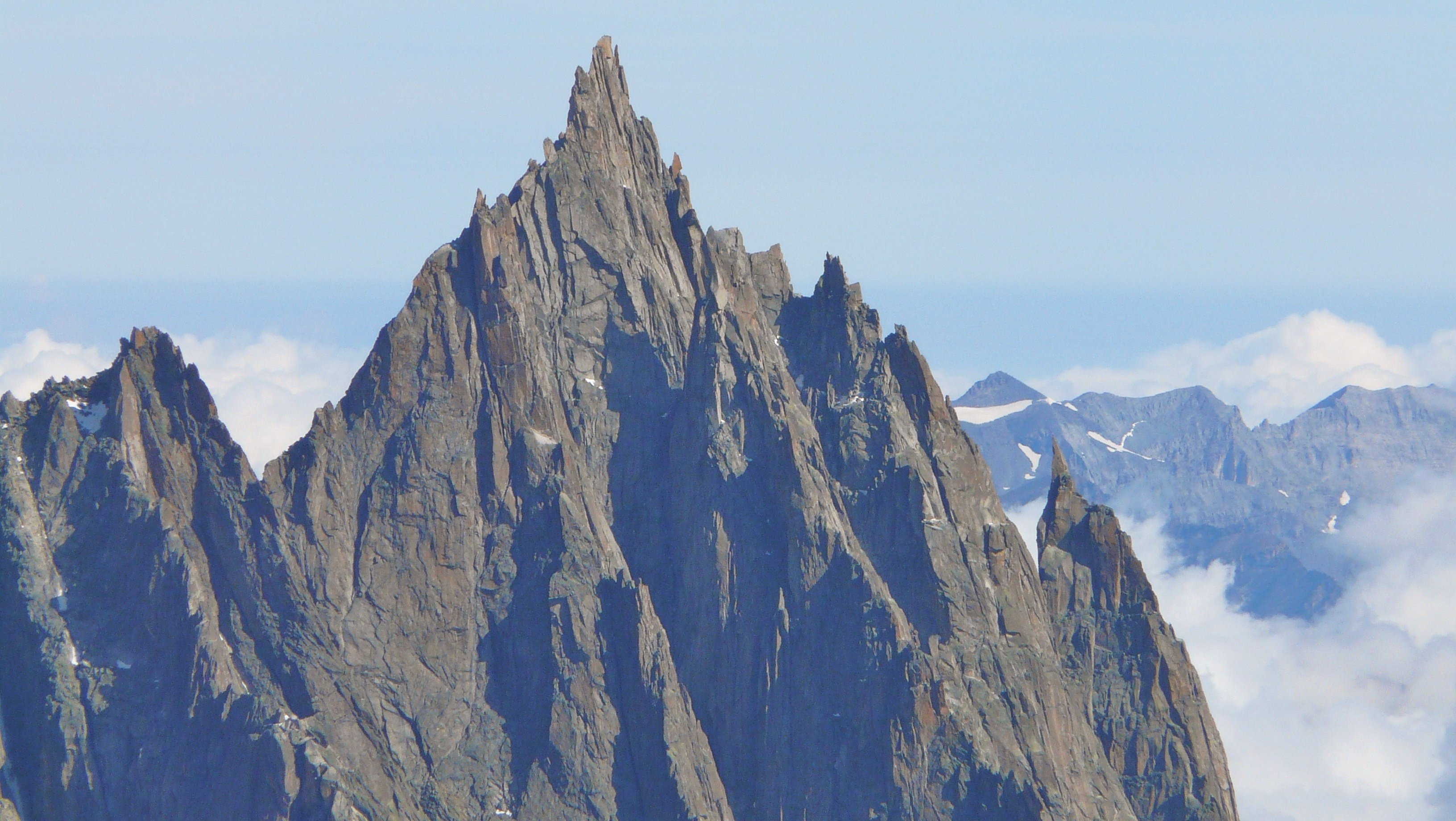
La Aiguille du Grépon, escalada por vez primera por Mummery, vista desde el noroeste.

Ya sin guías escaló de nuevo la Aiguille des Grands Charmoz (1892, primera repetición sin guía) y la Aiguille du Grépon por dos veces (1892 y 1893), la segunda de ellas acompañado, entre otros, por su amiga Lily Bristow, que porta consigo una cámara fotográfica de notable tamaño y toma una imagen de Mummery escalando la grieta que lleva su nombre. El propio Mummery narra así el trascendente momento:
"La señora de la comitiva, rodeada por el vacío por tres lados y bloqueada por delante por la máquina se prepara para atrapar el momento en el que un desgraciado escalador se presentará en la actitud menos elegante para ser retratado para siempre."
Posteriormente realizaría la primera ascensión al Dent du Requin (1893), y la primera repetición sin guía al Mont Blanc por la vía del "Espolón de la Brenva" (1894) y al Täschhorn por la vía Teufelsgrat.
En 1894 Mummery guio a su amigo, el joven Duque de los Abruzzos a la cima del Cervino por la misma ruta que él había escogido en 1879. En otras ocasiones Mummery escaló con su esposa Mary o con la mencionada Lily Bristow.
Escribió el libro My Climbs in the Alps and Caucasus, uno de los primeros clásicos de la literatura de montaña. En él pueden leerse estas proféticas palabras sobre el alpinismo:

"It has frequently been noticed that all mountains appear doomed to pass through the three stages: An inaccessible peak - The most difficult ascent in the Alps - An easy day for a lady."
"Con frecuencia se señala que el sino de todas las montañas parece pasar por tres etapas: un pico inaccesible - el ascenso más difícil de los Alpes - un tranquilo día (en el campo) para una señora."
Albert Frederick Mummery. My Climbs in the Alps and Caucasus (1895)

### El primer intento a un "ochomil"
En 1895, Collie, Hastings y Mummery fueron los primeros escaladores en intentar escalar un pico de más de ochomil metros, el Nanga Parbat, la novena montaña más alta de la Tierra. Proyectaban escalarla en estilo alpino. Al contrario que el resto de los pioneros de la escalada, escalan con la única ayuda de dos porteadores, sin guías, adquiriendo las provisiones sobre la marcha y durmiendo en tiendas de campaña o en grutas. Tampoco van equipados con crampones o tacos de hielo, sino exclusivamente botas con clavos y una cuerda. La expedición alcanzó la cota 6.100 sobre la gigantesca pared Diamir (en la cara oeste) que sólo sería escalada en 1962. Posteriormente, Mummery y dos gurjas, Ragobir y Goman Singh, murieron en una avalancha mientras reconocían la cara Rajiot (norte) de la montaña. Sus cuerpos nunca han sido encontrados.
Hermann Buhl, el primer hombre que lograría escalar el Nanga Parbat, definió a Mummery como uno de los más grandes alpinistas de todos los tiempos.